# لیلا هوسر
لیلا هوسر (انگلیسی: Lilay Huser؛ زادهٔ ۱ ژانویهٔ ۱۹۵۸) بازیگر سینما، و بازیگر تئاتر اهل آلمان است.